# الكسندر وود
الكسندر وود (بالإنجليزية: Alexander Wood (physicist))‏ (و. 1879 – 1950 م) هو فيزيائي 

## التعليم
تعلم في جامعة جلاسكو